# 존 보예
존 보예(영어: John Boye, 1987년 4월 23일, 가나 아크라 ~ )는 가나의 축구 선수로, 현재 사우디 프로페셔널리그의 알파이하에서 활약하고 있다.